# Back Country Suite
Back Country Suite — дебютний студійний альбом американського джазового піаніста Моуза Еллісона, випущений у 1959 році лейблом Prestige.

## Опис
Моуз Еллісон записав свій дебютний альбом у віці 29 років, на якому він співає дві пісні («Back Country Suite: Blues» і «One Room Country Shack»), які найбільше виділяються серед інших композицій. Тут Еллісон грає у складі тріо з басистом Тейлором ЛаФаргом і ударником Френком Ізолою. Основну частину альбом складає «Back Country Suite», серія з 10 фольк-мелодій, що сфокусовані на унікальній грі на фортепіано, яка дещо наближена до традицій кантрі-блюзу. 

## Список композицій
1. «Back Country Suite: New Ground» (Моуз Еллісон) — 2:05
2. «Back Country Suite: Train» (Моуз Еллісон) — 1:50
3. «Back Country Suite: Warm Night» (Моуз Еллісон) — 1:47
4. «Back Country Suite: Blues» (Моуз Еллісон) — 1:28
5. «Back Country Suite: Saturday» (Моуз Еллісон) — 1:24
6. «Back Country Suite: Scamper» (Моуз Еллісон) — 2:15
7. «Back Country Suite: January» (Моуз Еллісон) — 1:38
8. «Back Country Suite: Promised Land» (Моуз Еллісон) — 2:03
9. «Back Country Suite: Spring Song» (Моуз Еллісон) — 1:23
10. «Back Country Suite: Highway 49» (Моуз Еллісон) — 1:39
11. «Blueberry Hill» (Ел Льюїс, Вінсент Роуз, Ларрі Сток) — 2:15
12. «You Won't Let Me Go» (Бадді Джонсон) — 3:46
13. «I Thought About You» (Джиммі Ван Гейзен, Джонні Мерсер) — 3:53
14. «One Room Country Shack» (Мерсі Ді Волтон) — 3:05
15. «In Salah» (Моуз Еллісон) — 3:45

## Учасники запису
- Моуз Еллісон — фортепіано, вокал
- Тейлор ЛаФарг — контрабас
- Френк Ізола — ударні

Технічний персонал
- Боб Вейнсток — проюсер
- Руді Ван Гелдер — інженер звукозапису
- Айра Гітлер — текст